# Sphaenelater nitidofuscus
Sphaenelater nitidofuscus là một loài bọ cánh cứng trong họ Elateridae. Loài này được Blanchard miêu tả khoa học năm 1853.